# Vjatjeslav Ivanov (roer)
 For alternative betydninger, se Vjatjeslav Ivanov. (Se også artikler, som begynder med Vjatjeslav Ivanov)
Vjatjeslav Nikolajevitj Ivanov (russisk: Вячеслав Николаевич Иванов) (født 30. juli 1938 i Moskva, død 5. august 2024) var en russisk roer og tredobbelt olympisk guldvinder.

## Rokarriere
Ivanovs første store internationale resultat kom ved EM i 1956, hvor han vandt guld for Sovjetunionen i singlesculler, og han var dermed blandt favoritterne ved OL 1956 i Melbourne. Han vandt sikkert sit indledende heat og sin semifinale, og i finalen kom han bagfra og overhalede australieren Stuart MacKenzie, der havde ført det meste af vejen, og hentede dermed sin første olympiske guldmedalje, mens MacKenzie fik sølv, og amerikaneren Jack Kelly Jr. fik bronze.
I 1957 og 1958 fik han EM-bronze – begge gange vandt MacKenzie – og i 1959 vandt han igen EM-guld. Han var derfor en af favoritterne ved  OL 1960 i Rom, især fordi MacKenzie blev syg og derfor ikke deltog. Ivanov vandt da også sikkert sit indledende heat, og i finalen var han ganske overlegen og sejrede med mere end seks sekunder foran nummer to, tyskeren Achim Hill, mens polakken Teodor Kocerka hentede bronze.
Ivanov vandt EM-guld igen i 1961 og 1963 samt guld ved det første VM i roning i 1962, og han var dermed storfavorit til at vinde sin tredje OL-guldmedalje ved legene i 1964 i Tokyo. Overraskende så han ikke så godt ud i indledende heat, hvor han blot blev nummer to, men han vandt sikkert sit opsamlingsheat og var dermed klar til finalen. I finalen var han dog stadig resten af roerne overlegen og vandt sikkert foran Achim Hill, mens schweiziske Göpf Kottmann fik bronze. Ivanov blev dermed den første til at vinde tre OL-guldmedaljer i træk, en bedrift som ved samme OL også blev opnået af amerikanske Al Oerter og danske Paul Elvstrøm. Hans tre OL-guld i singlesculler blev senere blev gentaget af finnen Pertti Karppinen.
Ivanov hentede endnu en EM-medalje, da han i 1967 fik sølv. Hans rivalisering med Stuart MacKenzie, som begyndte ved OL 1956, blev aldrig gentaget ved OL, men australieren besejrede Ivanov ved de to europamesterskaber i slutningen af 1950'erne samt begge gange, Ivanov stillede op i Diamonds Scull ved Henley-regattaen.

## Resultater

### OL-medaljer
- 1956:  Guld i singlesculler
- 1960:  Guld i singlesculler
- 1964:  Guld i singlesculler

### VM-medaljer
- VM i roning 1962:  Guld i singlesculler

### EM-medaljer
- EM i roning 1956:  Guld i singlesculler
- EM i roning 1959:  Guld i singlesculler
- EM i roning 1961:  Guld i singlesculler
- EM i roning 1964:  Guld i singlesculler
- EM i roning 1967:  Sølv i singlesculler
- EM i roning 1957:  Bronze i singlesculler
- EM i roning 1958:  Bronze i singlesculler